# Cerro Tuzgle
Cerro Tuzgle je nejvýchodněji položený vulkán centrální části And (120 km východně od hlavního vulkanického oblouku). Nachází se na hranicích argentinských provincií Jujuy a Salta. Stratovulkán zahájil svou existenci v pleistocénu erupcemi ryodacitových ignimbritů, po kterých byl vyzvednout lávový dómu na okraj kaldery. Pozdější aktivita vedla k výlevům andezitových láv a několika kolapsům vulkanické stavby. Nejmladší projevy sopečné činnosti se dají najít na jihovýchodních a jihozápadních svazích. V současnosti sopka nejeví žádné známky aktivity.